# Benayah
Benayah is een bestuurslaag in het regentschap Siak van de provincie Riau, Indonesië. Benayah telt 1244 inwoners (volkstelling 2010).